# Tiago Caetano
Tiago Caetano (Lisboa, 1979) é um dublador português.

## Dublagens
- O Rei Leão - Simba (criança).[1]
- Pateta - O Filme - Max
- Festeja o Natal com o Mickey - Max
- Power Rangers in Space - Andros
- Power Rangers: Lost Galaxy - Kai Chen
- Power Rangers: Lightspeed Rescue - Chad Lee
- Ninja Turtles: The Next Mutation - Miguelângelo
- The Powerpuff Girls - Mojo Jojo, Presidente
- Yaiba, o Pequeno Samurai - Yaiba Kurogane
- Flint, o Detective do Tempo - Flint
- Beyblade - Tyson
- Beyblade V-Force - Tyson
- Beyblade G-Revolution - Tyson, Tala
- Beyblade Metal Fusion - Kyoya, Tsubasa
- Beyblade Metal Masters - Kyoya, Tsubasa
- Beyblade Metal Fury - Kyoya, Tsubasa
- Beyblade Shogun Steel - Zero, Tsubasa
- Duel Masters - Shobu Kirifuda
- Os Meus Padrinhos são Mágicos - Timmy Turner
- Pokémon Battle Frontier - Personagens Secundárias
- Blue Dragon - Shu
- Baby Looney Tunes - Bugs Bunny, Daffy Duck
- Looney Tunes Show - Bugs Bunny, Daffy Duck (1ª temporada)
- Teen Titans - Robin (2ª-4ª Temporada)
- Teen Titans Go! - Beast Boy
- Alisa - A Heroína do Futuro - Alexsey Teterin
- O Cavaleiro da Área (Area no Kishi) - Kakeru Aizawa
- One Piece - Roronoa Zoro (Ep.051-195)
- Digimon Fusion - Jeremy Tsurugi
- As Tartarugas Ninja (2012) - Dr. Baxter Stockman, Rocksteady
- Ace, o Super-Espião - Ace
- Egyxos - Leo Walker
- Pinguim Chanfrado - Naoto
- Astérix, o Gaulês - Astérix
- Astérix e Cleópatra - Astérix
- Astérix e os 12 Trabalhos - Astérix